# Balanops balansae
Balanops balansae är en tvåhjärtbladig växtart som beskrevs av Henri Ernest Baillon. Balanops balansae ingår i släktet Balanops och familjen Balanopaceae. Inga underarter finns listade i Catalogue of Life.